# Cartel (tauromachie)
Pour les articles homonymes, voir Cartel.

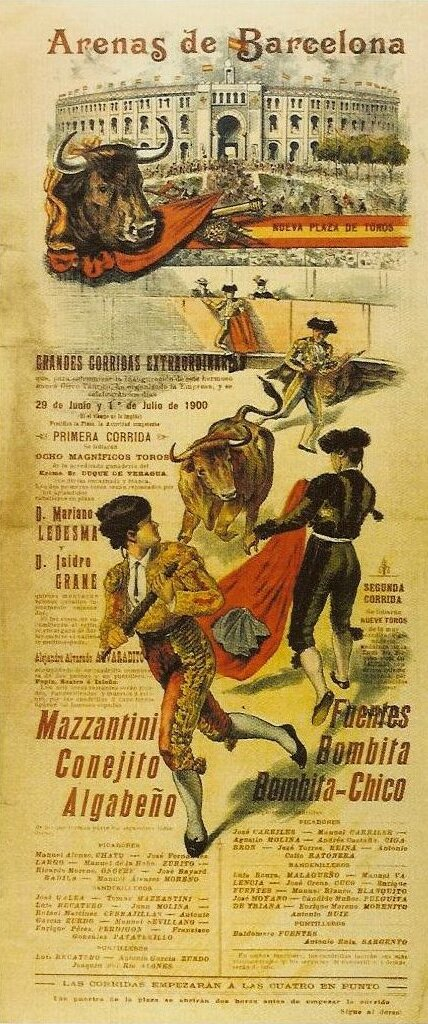
Cartel d'inauguration de Las Arenas de Barcelone, juin 1900.

Dans le monde de la tauromachie, le cartel (affiche en espagnol) est l'affiche annonçant une corrida. Le terme désigne aussi le plateau de vedettes d'une course, hommes et fauves.

## Présentation
Le cartel comporte dans sa forme contemporaine, offre, dans sa partie supérieure, une représentation stylisée d'une scène tauromachique et, dans sa partie inférieure, indique la date, le lieu et l'heure de la corrida, ainsi que le nom des matadors et la ganadería. En France, les mentions légales devant y figurer sont précisées dans l'article 27 du Règlement de l'Union des villes taurines françaises.
L'étude des cartels taurins présente un intérêt multiple, tant du point de vue graphique, qu'artistique ou historique. Principal outil de propagande de l'activité tauromachique, il permet de suivre l'évolution des usages dans le temps (horaires, ordre de la lidia, etc.), des préceptes et des goûts de l'afición (intervention du picador, combat à pied).
D'un point de vue artistique, il permet de d'observer l'influence des différents courants (néoclassicisme, romantisme, avant-garde...). Enfin, d'un point de vue historique, il permet de garder la trace de combats de légende, marquant la prise d'alternative d'un grand torero ou la mort d'un matador dans l'arène.

## Historique

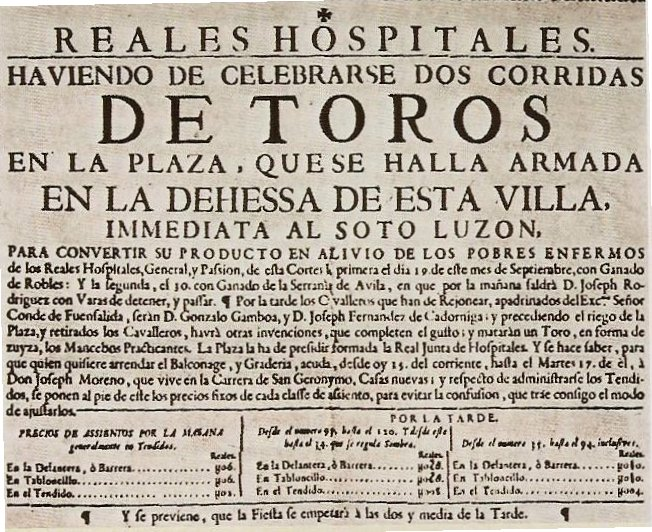
Cartel taurin le plus ancien que l'on connaisse (Madrid, septembre 1737).

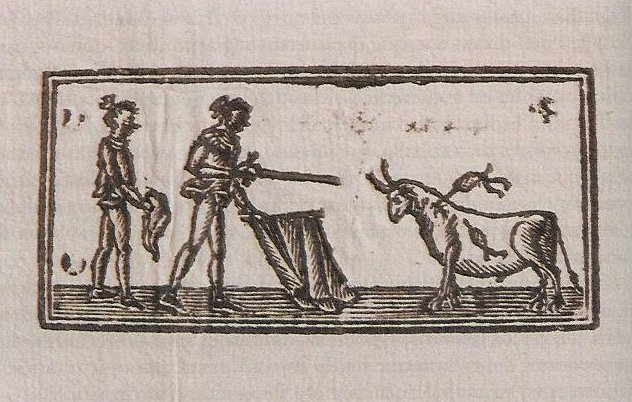
Détail d'une affiche du XVIIIe siècle

Le plus ancien cartel taurin qui soit parvenu jusqu'à nous annonce les festivités organisées sur la place Soto de Luzón à Madrid, du 19 au 30 septembre 1737. Les premiers cartels imprimés, d'une esthétique rudimentaire, se limitent alors à l'annonce de la date et du lieu du combat, des participants et des propriétaires des bêtes, jouant simplement sur des caractères typographiques différents. 
Ils finissent petit à petit par remplacer les annonces des crieurs publics, qui avertissait jusque-là de la tenue d'une corrida et de l'évacuation de la place prévue à cet effet (voir despejo). De même que les avis publics, les cartels imprimés font mention d'interdictions - comme de jeter dans le ruedo des cageots d'oranges, des pierres, des bâtons ou des animaux morts - et des éléments du règlement qui, au fil du temps, constitueront les rudiments d'un règlement taurin.
Au cours du XVIIIe siècle et la première moitié du XIXe siècle, durant lesquels prédominent les styles néoclassiques et Empire, la physionomie des cartels s'affirme peu à peu, le plus souvent au travers d'encadrements et de signes typographiques.
Bien que les innovations techniques les plus importantes figurent sur les affiches des arènes de la Maestranza de Séville, les historiens considèrent que seuls les cartels des arènes de Madrid permettent de suivre une évolution cohérente du style.
Jusqu'en 1840, un en-tête était réservé à l'agrément de la corrida par les autorités (le roi et la reine à Madrid). Cette année-là, la mention est définitivement supprimée à l'occasion d'une corrida madrilène, célébrée en l'honneur du « glorieux pronunciamento de cette capitale en faveur de la constitution de 1837 et des libertés de la patrie », illustrant le triomphe des idées libérales.
L'abandon de l'en-tête royal fait place à une certaine liberté créatrice : on voit dès lors apparaître un design d'un genre nouveau, intégrant vignettes et dessins, comme c'était déjà le cas dans certaines arènes éloignées de Madrid, influençant durablement le format des cartels. 
L'influence romantique est notable sur les cartels de l'époque, affichant un certain goût pour le style médiéval, l'imitation de lettres et d'éléments architecturaux gothiques, notamment des encadrements ogivaux.
Certaines affiches, destinées aux endroits les plus en vue, sont colorées à la main. Les premiers portraits peints des toreros vedettes font leur apparition, avec Lagartijo ou Cara-Ancha. Des artistes prestigieux, comme Joaquín Sorolla y Bastida, commencent à être sollicités pour leur talent novateur, notamment à l'occasion de corridas caritatives. Au cours du XXe siècle, des artistes de renom, parmi lesquels Pablo Picasso, Rafael Alberti ou plus récemment Miquel Barceló, se sont essayés à la création de cartels taurins.

## Artistes contemporains
Des villes comme Madrid, Nîmes ou Arles ont pris l'habitude de commander des affiches à des artistes de renom, ou bien d'utiliser certaines de leurs peintures tauromachiques.
L’Étude pour une corrida n°2 de Francis Bacon a fait l'objet de l'affiche pour la feria de Nîmes 1992,,,
Miquel Barceló, a également réalisé l'affiche de la feria de Nîmes 1988 et celle de la San Isidro pour les arènes de Las Ventas de Madrid en 1990.
Fernando Botero a produit l'affiche annonçant la corrida de Sébastien Castella à Nîmes en 2008 au profit des enfants d'Haïti , ainsi que des affiches pour la feria de Séville en 1999, de celle de Pampelune pour  les corridas de la San Fermín en 1998.
Claude Viallat a réalisé les affiches des ferias de Nîmes 1986 et 2008.
Jean Nouvel est l'auteur de l'affiche de Sébastien Castella pour la feria de Nîmes en 2010.